# Deuxième circonscription de la préfecture de Niigata
La deuxième circonscription de la préfecture de Niigata (新潟県第2区, Niigata-ken dai-ni-ku) est l'une des cinq circonscriptions législatives que compte la préfecture de Niigata au Japon.

## Description géographique
Entre 1994 et 2013, la deuxième circonscription de la préfecture de Niigata regroupait les villes de Kashiwazaki, Tsubame et Ryōtsu (ja) et les districts de Nishikanbara, Santō, Kariwa et Sado (ja).
Entre 2013 et 2022, elle réunissait les villes de Kashiwazaki, Tsubame et Sado, une partie des villes de Niigata et Nagaoka et les districts de Nishikanbara, Santō et Kariwa. À Niigata, elle comprenait l'arrondissement de Nishikan et une partie de ceux de Minami et Nishi.
Depuis 2022, elle regroupe ces trois derniers arrondissements dans leur entier, les villes de Sanjō, Kamo et Tsubame et les districts de Nishikanbara et Minamikanbara,.

## Députés
| Législature | Début de mandat | Fin de mandat | Député élu           | Parti politique | Parti politique |
| ----------- | --------------- | ------------- | -------------------- | --------------- | --------------- |
| 41e         | 1996            | 2000          | Shin Sakurai (ja)    |                 | PLD             |
| 42e         | 2000            | 2003          | Motohiko Kondō (ja)  |                 | SE              |
| 43e         | 2003            | 2005          | Motohiko Kondō (ja)  |                 | PLD             |
| 44e         | 2005            | 2009          | Motohiko Kondō (ja)  |                 | PLD             |
| 45e         | 2009            | 2012          | Eiichirō Washio (ja) |                 | PDJ             |
| 46e         | 2012            | 2014          | Ken'ichi Hosoda (ja) |                 | PLD             |
| 47e         | 2014            | 2017          | Ken'ichi Hosoda (ja) |                 | PLD             |
| 48e         | 2017            | 2021          | Eiichirō Washio      |                 | SE              |
| 49e         | 2021            | 2024          | Ken'ichi Hosoda      |                 | PLD             |
| 50e         | 2024            | -             | Makiko Kikuta        |                 | PDC             |